# 李开芳
李開芳（？—1855年），壮族，廣西鬱林州人，太平天國將領之一，與林鳳祥齊名。后被追封为请王。
金田起義後，同林鳳祥為太平軍前鋒大將，和西王蕭朝貴一同圍攻長沙，並攻克岳州、漢陽、武昌等地，升至地官正丞相。爾後在攻取南京時又是先鋒之一，攻聚寶門。1853年太平軍北伐，被任命為大將。北伐軍於1854年初因糧盡被迫南撤至連鎮時，林鳳祥聞知天京派來的援軍到達山東，派李開芳分兵迎接援軍。在會合援軍前，援軍已經潰散，李開芳只好固守山東高唐州，並派人向連鎮報告援軍已潰散的消息，請即撤退到來一同南歸。爾後連鎮潰敗，清將僧格林沁率兵到高唐州，李開芳知道林鳳祥已全軍覆沒，從高唐州突圍至馮官屯，又被清軍圍困。清軍因見馮官屯旁有漢河，可通徒駭河，乃用水攻，引放運河的水淹馮官屯。此時李開芳意欲詐降以突圍，然而此計為僧格林沁識破，李開芳以及他的部下黃懿瑞、謝金生、李天佑、譚有桂、韋名傳、曹得相等都被生擒並押解送北京。1855年6月11日，李開芳等人在北京被凌遲處死。